# Tannsele
Tannsele är en by, sedan 2015 klassad som en småort, i Lycksele distrikt (Lycksele socken) i Lycksele kommun, Västerbottens län (Lappland). Byn ligger på västra sidan av Umeälven, vid Länsväg 598, cirka tre kilometer sydöst om tätorten Hedlunda och nio kilometer sydöst om tätorten Lycksele. Sydväst om byn finns ett berg som heter Tannselberget.